# Шангареев, Тагир Адипович
Тагир Адипович Шангареев (род. 22 октября 1955) — советский хоккеист, нападающий.

## Биография
Воспитанник СК им. Салавата Юлаева (Уфа). Чемпион юношеского чемпионата СССР (1971) в составе клуба. В сезоне 1971/72 дебютировал в первой лиге. Армейскую службу проходил в сезонах 1974/75 — 1975/76 в СКА (Куйбышев). Два сезона отыграл за «Авангард» Уфа. С сезона 1979/80 — в СК им. Салават Юлаева. Вышел с командой в высшую лигу, где в следующем сезоне провёл 33 матча; клуб вновь вернулся в первую лигу. Весной 1982 года после столкновения с игроком «Ижстали» Юрием Савцилло получил тяжёлую травму и в связи с инвалидностью завершил карьеру.
Главный тренер команды «Новойл» Уфа (1993/94). В дальнейшем — тренер в спортивном классе школы № 5 (Бавлы), тренер-преподаватель подросткового клуба «Йэшлек» («Лидер», Уфа).